# Tecoxquines
Tecoxquines, tecojines, tecoquines, nombrados también por algunos autores como amecas fue un grupo indígena conocido como «Cortadores de gargantas», asentado en la costa sur de Nayarit y parte noroccidente de Jalisco en México, cercanos al pueblo de Chacala al sur del municipio de Compostela, entre los años 2000 a. c. al 1540 en el reino de Xalisco o El Gran Señorío de Xalisco, el cual contaba entre otros pueblos los de Atenguillo (Atenquiquitl), Mascota (Amoxocotlán), Real del Alto-San Sebastián del Oeste, y Talpa (Tlalpan), El Tuito (Juyto), bajo el control de los Tecualmes, aunque bajo la cosmovisión de los Wixarica. La lengua utilizada era el teco misma que los Tecos de Michoacán y de Guerrero.

## Conquista
Los españoles arribaron a la región en 1524 cuando la zona norte era habitada por los tecuales y los nayerisó coras. Un poco más al este habitaban, los tepehuanes, zayahuecos, y huicholes. El sureste era señoreado por los coanos y finalmente, estaban poblados por indios de la tribu Tecoxin, habitando gran parte de los actuales municipios de Compostela, Bahía de Banderas, San Pedro Lagunillas, Guachinango, San Sebastián del Oeste, Xihutla -Puerto Vallarta-, Tlalpan -Talpa de Allende-, Mascota, Mixtlán y Atenguillo. 
El capitán Francisco Cortés de San Buenaventura, conquistador español y gobernador de la Villa de Colima, incursionó en la región en marzo de 1525 donde en términos generales fue pacífica, donde fue recibido por 20 000 indígenas en el pueblo de Tintoque, con banderas de plumas y otras en el carcaj. Los españoles traían 4 estandartes reales, uno de damasco rojo y uno don la imagen de la Purísima Virgen María al frente y una cruz atrás, siendo acompañados por un fraile, quien al ver a tantos indios se arrodilló en posición de clemencia. Desde entonces los españoles le dieron el nombre de Bahía de Banderas, que se conservó los siglos posteriores.
El principal evangelizador de la región se considera a Fray Francisco Lorenzo desde 1530 con sede en Etzatlán.

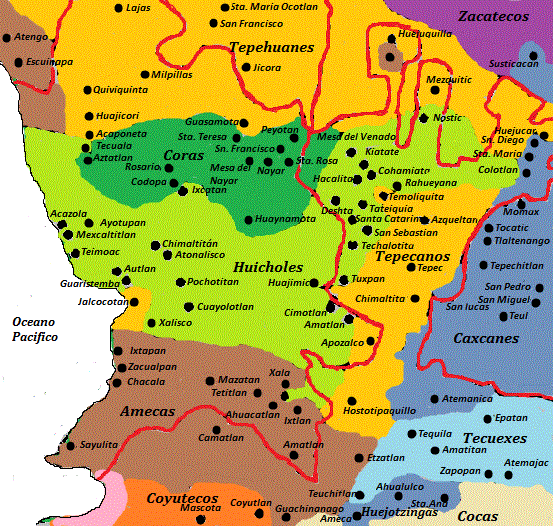

Nuño de Guzmán quien por su crueldad había sido excluido por autoridades eclesiásticas, emprendió la conquista de regiones desconocidas al occidente de México, pretendiendo emular las hazañas de su envidiado Hernán Cortés.  Por ello llegó a Michoacán cometiendo todo tipo de abusos contra los indígenas, el cual ya había esclavizando y vendido a más de 10 000 de ellos. Avanzó a sangre y fuego, se adueñó de los territorios anteriormente conquistados por San Buenaventura, para lo cual Guzmán el 15 de mayo de 1530, ordenó ejecutar a la reina Papuatzin –quien gobernaba Xalisco desde 1519–e incendiar la Villa de Xalisco. Los españoles tomaron Matatlán el oidor Maldonado e Ibarra, una vez vencidos los indígenas, "mataron a todos, chicos y grandes, hombres y mujeres, sin dejar a nadie". Antonio Tello menciona que Cristóbal de Oñate ordenó descuartizar a prisioneros rebeldes de Matlatlán y ajustició a los señores indígenas de Atemaxac. 
Así Guzmán asume la fundación de la Villa del Espíritu Santo de nueva Galicia mismo que el 25 de julio de 1532, cambió a Compostela, como capital de Nueva Galicia, en honor al Santiago de Compostela en España.
Esto ocasionó una natural confrontación contra los naturales los cuales muchos ya habían sido catequizados, y bautizados. El líder en Xalisco de los tecoxquines, exhortó a los súbditos y naciones vecinas en 1537, a “luchar y matar a todos los que hablaran la lengua mexicana” dirigidos por el gobernador de la Nueva Galicia Diego Pérez de la Torre, quien perdió la vida, sumándose el jefe de Nochistlán, Francisco Aguilar y el zacateca Francisco Tenamaxtli. Nuño de Guzmán fue detenido en 1537 y enviado a España.

## Final

Reinos y Señoríos prehispánicos en México

Este acontecimiento tuvo como consecuencia la Guerra del Mixtón lo cual la nación rebelde de los tecoxquines pagó, con creces la osadía de ser la primera rebelión, con un castigo ejemplar que sirviera de escarmiento y ejemplo para otros pueblos que intentaran rebelarse, 
Cuando se conquistó el peñol de Coyna murieron 4000 indios que prefirieron suicidarse antes de ser apresados por los hombres del virrey. Los ahorcamientos fueron múltiples, así como los fusilamientos de indios vencidos en hileras y tirarles con los arcabuces. El virrey Antonio de Mendoza mencionó que en la pacificación de los indios se hizo justicia de algunos indios rebelados, dándoles género de muerte aunque teniendo respeto a que cuando los ahorcaban lo tenían tan en poco que ellos mismos se subían al escalera y se echaban el lazo, y tentaban si estaba firme el palo de que se habían de colgar y se dejaban colgar.
Esclavizaron y vendieron en Nochistlán ya que se tomó un gran número de esclavos, inclusive el virrey llevaba consigo personas que se dedicaron exclusivamente a repartir, como esclavos, entre su tropa a los indios capturados de la guerra. Los que tenían el cargo de repartidores de esclavos eran el oidor Maldonado y Cristóbal de Oñate. En esta batalla el virrey recibió como esclavos a la octava parte de los indios capturados. Esto causó despoblamiento de la zona. Poco después el gobernador provisional Cristóbal de Oñate en 1540 procedió a cambiar la sede la capital de Nueva Galicia a Compostela dentro de la influencia tecoxquin misma que posteriormente fue trasladada a Guadalajara.
Una parte de su folclor aún se encuentra presente en las leyendas locales como la de Tata Marmaya, y algunas prácticas y costumbres de algunas comunidades establecidas en la sierra de Zapotán y ambas márgenes del río Ameca.